# Шуляк Петро Іванович

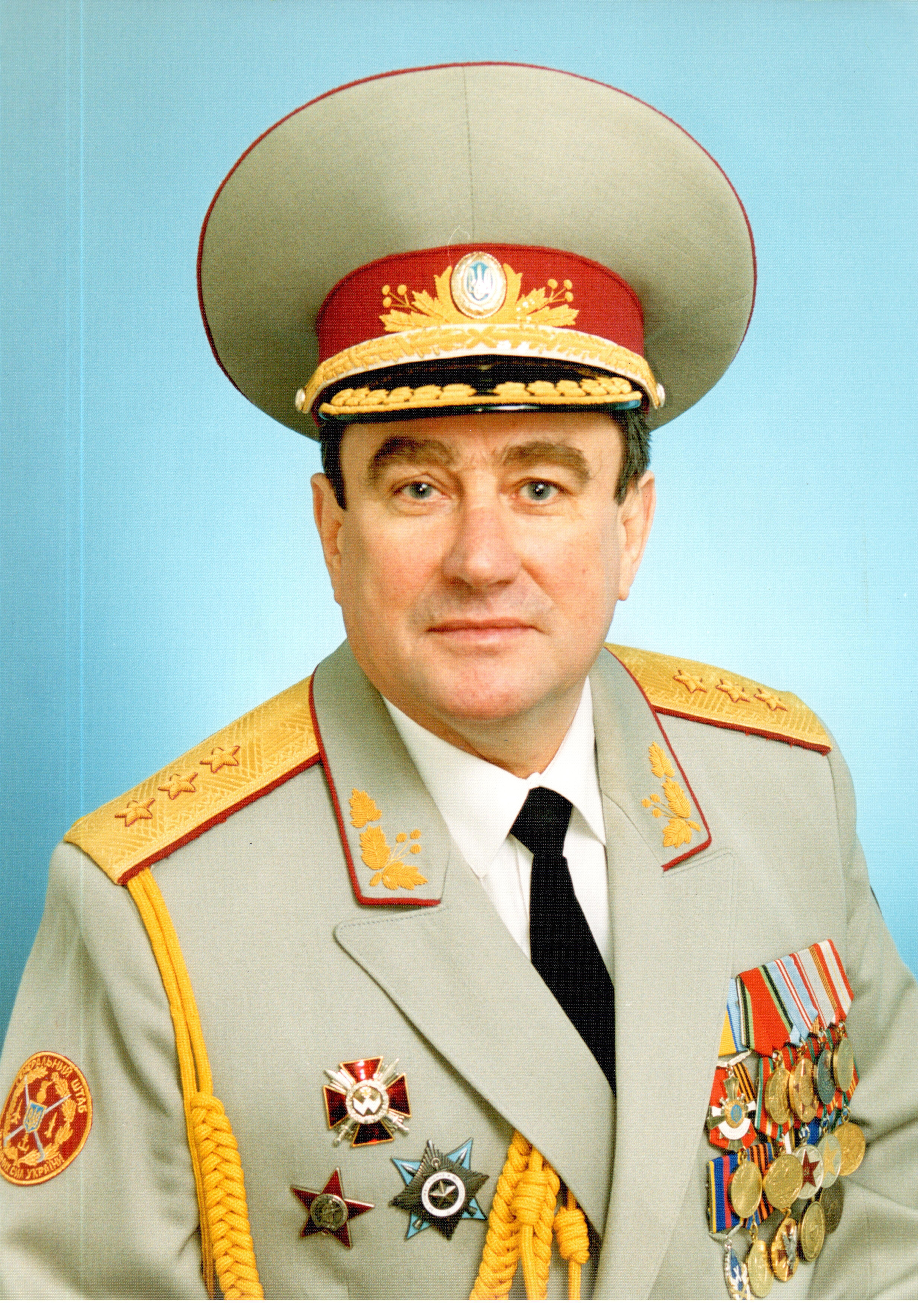

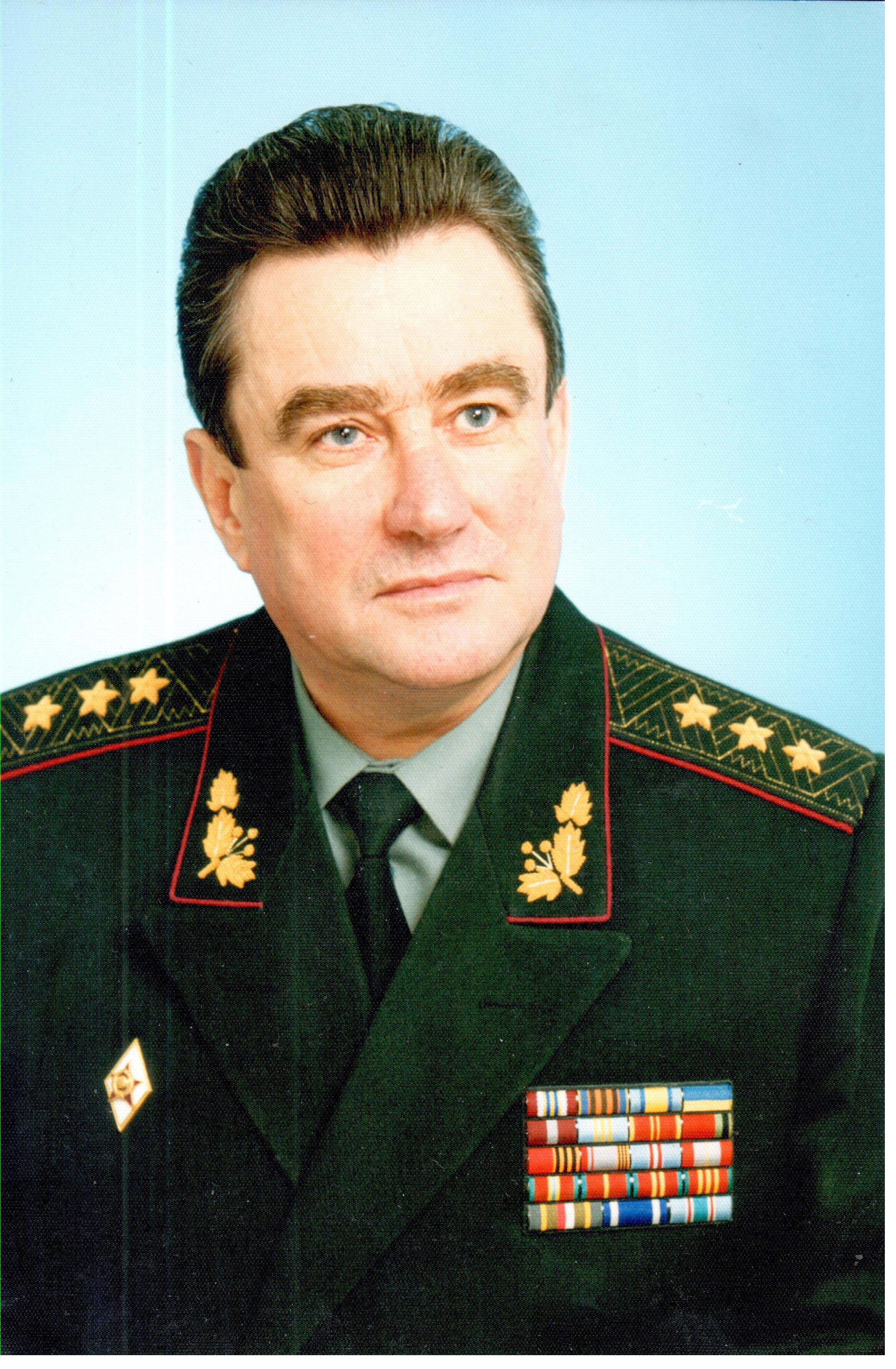

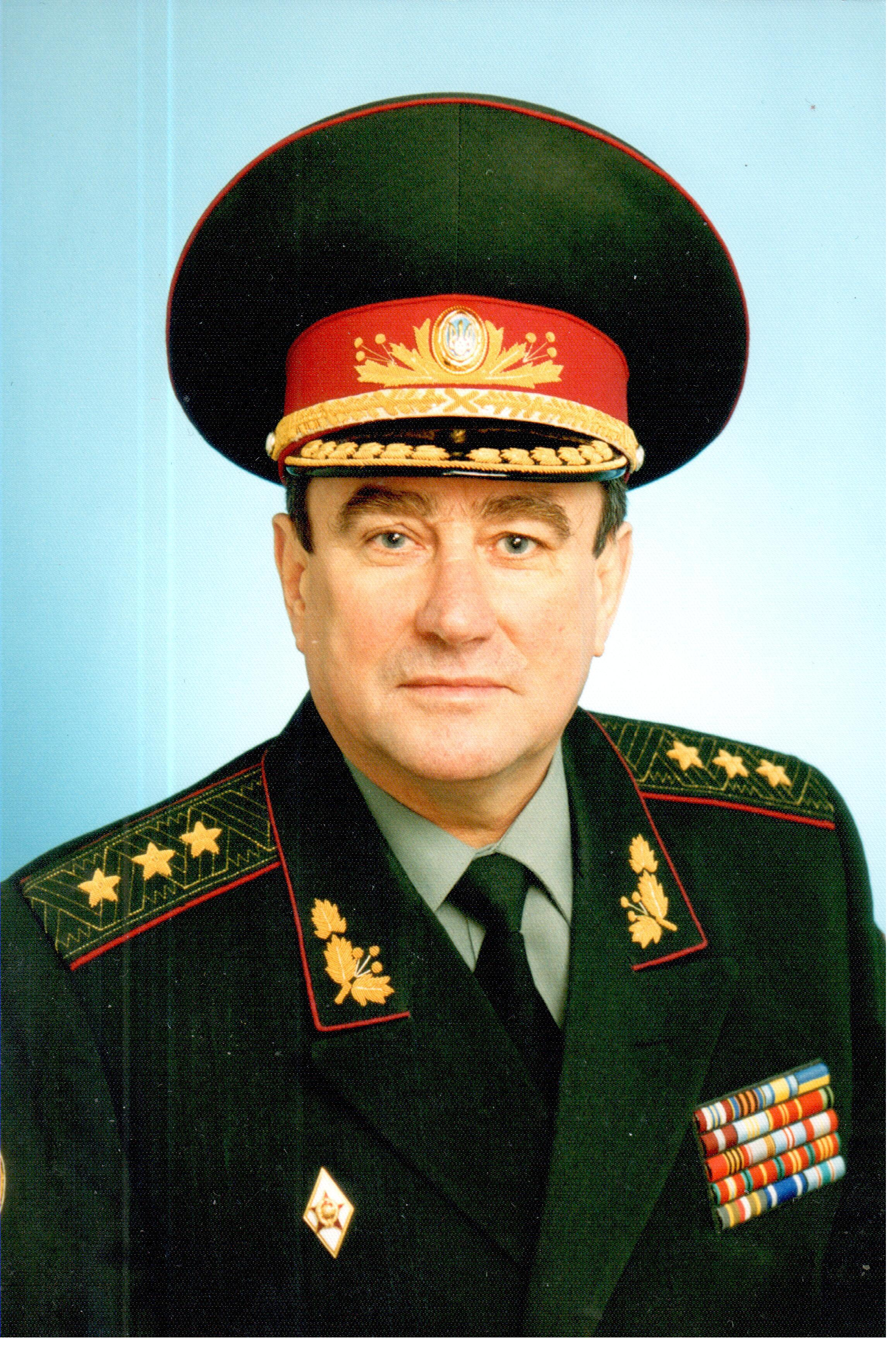

Шуляк Петро Іванович (* 29 березня 1945, с. Коршів Здолбунівського району Рівненської області) — український військовий діяч, начальник Генерального штабу Збройних Сил України (2002), начальник Генерального штабу Збройних Сил України — перший заступник Міністра оборони України (2001—2002). Генерал-полковник (1994). Член РНБО (2001—2002).

## Біографія
Освіта — Київське вище загальновійськове командне училище ім. М. Фрунзе (1967, з відзнакою), Військова академія імені М. В. Фрунзе (1975, з відзнакою), Військова академія Генерального штабу ЗС СРСР (1988). Кандидат військових наук.
Проходив службу на посадах командира взводу та роти, начальника штабу — заступника командира та командира мотострілецького полку, начальника штабу — заступника командира, командира мотострілецької дивізії.
- Жовтень 1991 р. — начальник управління кадрів Прибалтійського військового округу у складі Північно-західної групи військ.
- Березень 1992 — 6 липня 1993[1] — Командувач 13 загальновійськовою армією.
- 6 липня 1993 — 7 квітня 1994 — заступник Командувача військами Прикарпатського військового округу.
- 3 грудня 1993 року присвоєно військове звання генерал-лейтенанта[2].
- 7 квітня 1994[3] — 7 лютого 1998[4] — Командуючий військами Прикарпатського військового округу.
- 12 травня 1994 року указом Президента України Л. М. Кравчука присвоєно військове звання генерал-полковника[5].
- 7 лютого 1998[4] — 30 вересня 1998[6] — командувач військ Західного оперативного командування.
- 30 вересня 1998[6] — 20 серпня 2001[7] — заступник Міністра оборони України — командувач Сухопутних військ Збройних Сил України.
- 20 серпня 2001[7] — 27 листопада 2001[8] — Головнокомандувач Сухопутних військ Збройних Сил України.
- 27 листопада 2001[9] — 8 лютого 2002[10] — начальник Генерального штабу Збройних Сил України — перший заступник Міністра оборони України.
- 8 лютого 2002[10] — 28 липня 2002[11] — начальник Генерального штабу Збройних Сил України.
- 27 грудня 2001[12] — 7 вересня 2002[13] — член РНБО.
- 5 грудня 2002[14] — 3 червня 2004[15] — Головнокомандувач Сухопутними військами Збройних Сил України.
- 15 липня 2004 року указом Президента України Л. Д. Кучми звільнений з військової служби[16].

Після звільнення перебував на державній службі. Обіймав посади радника Міністра оборони та головного військового інспектора
Міністерства оборони України, з листопада 2007 р. — радника начальника Генерального штабу — Головнокомандувача Збройних Сил України.

## Нагороди
- Орден Богдана Хмельницького II ст. (1 грудня 2009) — за вагомий особистий внесок у зміцнення обороноздатності та безпеки Української держави, зразкове виконання військового обов'язку, високий професіоналізм та з нагоди 18-ї річниці Збройних Сил України[17]
- Орден Богдана Хмельницького III ст. (4 грудня 1996) — за особисті заслуги у розбудові Збройних Сил України, забезпечення виконання покладених на війська завдань[18]
- Відзначений нагородами СРСР: орден Червоної Зірки, орден «За службу Батьківщині в Збройних Силах СРСР» III ст.